# Церковь Преображения Господня (Германовичи)
Церковь Преображения Господня (бел. Касцёл Перамянення Пана) — католический храм в агрогородке Германовичи, Белоруссия. Относится к Шарковщинскому деканату Витебского диоцеза. Памятник архитектуры в стиле виленского барокко, построен в 1770—1787 годах. Храм включён в Государственный список историко-культурных ценностей Республики Беларусь (код 212Г000833). Расположен по адресу: ул. Энгельса, д.1.
В некоторых источниках католический храм в Германовичах именуется «Церковь Благовещения Пресвятой Девы Марии», однако в церковных источниках, включая официальный сайт Католической церкви в Белоруссии приводится титул «Церковь Преображения Господня».

## История
Каменный католический храм в Германовичах в стиле виленского барокко был возведён в 1770—1787 годах. С 1810 года церковь стала приходской, во второй половине XIX века приход насчитывал более 3 тысяч верующих. В XIX веке российские власти уничтожили или переделали в православные церкви все прочие германовичские католические храмы и часовни, после чего храм Преображения оставался единственным католическим храмом города.
В 1948 году храм закрыт, здание приспособлено под хозяйственные нужды. В 1988 году храм был возвращён церкви, 31 октября 1988 года он был повторно освящён.

## Архитектура
Церковь Преображения Господня выполнена в стиле позднего барокко с элементами барочного классицизма. Прямоугольный в плане неф завершается полукруглой апсидой, по бокам которой расположены низкие боковые ризницы. Главный фасад оформлен портиком. По бокам главного фасада — квадратные в плане, высокие четырёхъярусные башни.